# 迪卡尔布县 (伊利诺伊州)
迪卡爾布縣（英語：DeKalb County）是美国伊利诺伊州北部的一個縣，面積1,645平方公里。根據2020年美國人口普查，共有人口10萬420人。縣治錫卡莫爾（Sycamore）。北伊利諾伊大學座落於本县的迪卡尔布市。該縣成立於1837年3月4日，縣名紀念美國獨立戰爭將領約翰·迪卡爾布（Johann de Kalb）。